# Херинијаво Расолоњатово
Херинијаво Мишел Росолоњатово (малг. Heriniavo Michael Rasolonjatovo; 24. мај 1998) мадагаскарски је пливач чија ужа специјалност су трке слободним и леђним стилом. Вишеструки је национални првак и рекордер. 

## Спортска каријера
Расолоњатово је дебитовао на међународној пливачкој сцени 2016, на Светском првенству у малим базенима у Виндзору. Годину дана касније, дебитовао је и на светским првенствима у великим базенима, а на Првенству које је те године одржано у Будимпешти наступио је у квалификационим тркама на 100 слободно (83) и 200 слободно (67. место). 
Учествовао је и на светском првенству у малим базенима у Хангџоуу 2018. године. 
Други наступ на светским првенствима у великим базенима је имао у корејском Квангџуу 2019, где је наступио у четири квалификационе трке. У појединачним тркама је наступио у квалификацијама на 100 слободно (96. место) и 100 леђно (58. место), а пливао је и за микс штафете на 4×100 мешовито (28)  4×100 слободно (32. место).